# Paul Moraux
Paul Moraux (né le janvier 1919 à Oizy ; mort le 26 septembre 1985 à Berlin) est un philologue classique belge.

## Biographie
Après une formation à l'Université de Liège, il enseigne à l'Université de Fribourg puis à celle d'Istanbul et enfin à l'Université libre de Berlin de 1959 à 1984.

## Ouvrages
- Alexandre d'Aphrodise : exégète de la noétique d'Aristote par Paul Moraux,..., Faculté de philosophie et lettres, 1942
- Les listes anciennes des ouvrages d'Aristote, Éditions universitaires de Louvain, 1951
- Aristote et saint Thomas d'Aquin : journées d'études internationales [26-28 avril 1955. Par] Paul Moraux [Et autres] (avec l'université catholique de Louvain, institut supérieur de philosophie), Publications Universitaires, 1957
- À la recherche de l'Aristote perdu, le dialogue « Sur la justice », Publications universitaires de Louvain, 1957
- L'évolution d'Aristote, Publications Universitaires de Louvain, 1957
- Bibliothèque de la société turque d'histoire : catalogue des manuscrits grecs (Fonds du Syllogos), Türk Tarih Kurumu Basımevi, 1964
- De Aristote à Bessarion, trois exposés sur l'histoire et la transmission de l'aristotélisme grec, Les presses de l'université Laval, 1970
- Le Commentaire d'Alexandre d'Aphrodise aux « seconds analytiques » d'Aristote, Walter de Gruyter, 1979
- Der Aristotelismus bei den Griechen von Andronikos bis Alexander von Aphrodisias, Walter de Gruyter, 1973